# BRZ Deutschland
BRZ Deutschland ist ein Unternehmen der Informationstechnologie für die Baubranche. Das Unternehmen war bis zum 28. Februar 2025 Teil der Nürnberger Baugruppe, die verschiedene IT-Unternehmen, Bauunternehmen und Immobiliengesellschaften umfasst. Seit dem 1. März 2025 gehört BRZ zur Infoniqa-Gruppe.
BRZ beschäftigt europaweit über 600 Mitarbeiter, die rund 13.000 Unternehmen, vornehmlich aus der Baubranche, betreuen. Hauptmarkt ist Deutschland, wo sich neben dem Unternehmenssitz in Nürnberg 14 weitere Niederlassungen befinden. Zudem gehören zur Unternehmensgruppe die BIB Software GmbH mit Sitz in Offenburg sowie die BRZ France SAS mit Sitz in Lille, Frankreich.

## Geschichte
BRZ war ursprünglich die Abkürzung für Baurechenzentrum. Das Unternehmen ist aus der EDV-Abteilung des Nürnberger Bauunternehmens Tauber Bau hervorgegangen und wurde 1968 als eigenständiger Dienstleister für Baulohnabrechnungen gegründet. Neben der Baulohnabrechnung wurden bald erste EDV-Programme für Bauunternehmen entwickelt.
Mit ersten DOS-Anwendungen in den 1980er-Jahren wurden zusätzlich Programme (Kalkulation, Mengenermittlung und Fakturierung) für die Abbildung und Dokumentation baubetrieblicher Prozesse entwickelt. Weitere Programme zum Rechnungswesen folgten.